# Aphidius smithi
Aphidius smithi är en stekelart som beskrevs av Sharma och Subba Rao 1959. Aphidius smithi ingår i släktet Aphidius och familjen bracksteklar. Inga underarter finns listade i Catalogue of Life.